# Bravo-Jahrescharts 1988
Die Jugendzeitschrift Bravo erscheint seit 1956 und enthält in jeder Wochenausgabe eine Hitliste, die von den Lesern gewählt wurde. Zum Jahresende wird eine Jahreshitliste erstellt, die Bravo-Jahrescharts. Seit 1960 wählen die Bravo-Leser zudem ihre beliebtesten Gesangsstars und dekorieren sie mit dem Bravo Otto.

## Bravo-Jahrescharts 1988
1. She’s Like the Wind – Patrick Swayze – 310 Punkte
2. Girl You Know It’s True – Milli Vanilli – 310 Punkte
3. Dirty Diana – Michael Jackson – 292 Punkte
4. My Love Is a Tango – Guillermo Marchena – 245 Punkte
5. Stay on These Roads – a-ha – 239 Punkte
6. Drop the Boy – Bros – 235 Punkte
7. Okay! – Okay – 234 Punkte
8. My Bed Is Too Big – Blue System – 224 Punkte
9. Always on My Mind – Pet Shop Boys – 221 Punkte
10. Touchy – a-ha – 214 Punkte

## Bravo-Otto-Wahl 1988

### Rock-Gruppe
1. Goldener Otto: Die Ärzte
2. Silberner Otto: a-ha
3. Bronzener Otto: Bros

### Hard-'n-Heavy-Gruppe
1. Goldener Otto: Europe
2. Silberner Otto: Bon Jovi
3. Bronzener Otto: Helloween

### Sänger
1. Goldener Otto: Michael Jackson
2. Silberner Otto: Rick Astley
3. Bronzener Otto: Eros Ramazzotti

### Sängerinnen
1. Goldener Otto: Sandra
2. Silberner Otto: Whitney Houston
3. Bronzener Otto: Kylie Minogue